# Retable de Santa Maria in Porto
Le retable de Santa Maria in Porto (également appelé Pala Portuense ou Pala de Ravenne) est une peinture à l'huile réalisée sur toile de 323 × 240 cm  par Ercole de’ Roberti, datée de 1479-1481 et conservée à la Pinacothèque de Brera à Milan.

## Histoire
Ce grand retable a été conçu pour l'église Santa Maria in Porto Fuori près de Ravenne, qui était gouvernée par les chanoines du Latran. Dès le XVe siècle, le tableau est transféré à la basilique Saint-François de Ravenne, puis, lors des conquêtes napoléoniennes, il est réquisitionné et affecté à la pinacothèque milanaise de Brera, où il entre en 1811.

## Description
Ercole de' Roberti créé dans cette œuvre une architecture extraordinaire, au développement principalement vertical, sur laquelle il place un haut podium octogonal sur lequel repose le trône de la Vierge. La base est ornée de quelques panneaux (Massacre des Innocents, Adoration des mages et Présentation de Jésus au Temple) qui simulent des bas-reliefs de style antique et qui s'inspirent du retable très admiré de Donatello dans la basilique Saint-Antoine de Padoue.
Au-dessus de cette base, des colonnes avec des arbres moulés décorés de guirlandes, de disques et d'anneaux de marbre, s'ouvrent au loin sur un paysage marin extraordinaire dans une tempête dont la position proéminente rappelle la légende de la fondation de Santa Maria del Porto, lorsque le croisé Pietro degli Onesti, qui échappa au naufrage, promit à la Vierge la fondation d'une grande église en ex-voto.
Le trône très haut de la Vierge se dresse au-dessus, fixé dans une niche avec des faux reliefs, avec un tapis précieux comme repose-pieds et deux rideaux rouges spectaculaires qui encadrent la composition. Les quatre saints présents sont saint Augustin et le Bienheureux Pietro degli Onesti (en bas), sainte Élisabeth et sainte Anne (en haut, aux côtés de la Vierge).

## Style
Le retable est l'un des meilleurs exemples des innovations qui ont traversé le nord de l'Italie après 1475, lorsque Antonello de Messine développe un type de Conversation sacrée avec les personnages disposés de manière pyramidale, avec le trône de la Vierge au sommet (comme dans le retable de San Cassiano, un chef-d'œuvre partiellement détruit). Le peintre crée une représentation d'une grande monumentalité, marquée par une composition classique d'où la frénésie agitée des fresques du Palazzo Schifanoia a maintenant disparu. Les formes apparaissent ainsi solides et mesurées, avec un modelage plastique robuste, tandis que les angoisses de l'artiste n'apparaissent que dans les faux bas-reliefs décoratifs.

## Analyse
Cette œuvre est une réponse grandiose au modernisme toscan et, surtout, vénitien, et marque sans doute « l'italianisation » du style ferrarais. Si Ercole de' Roberti emploie ici la distribution vénitienne de la Sainte Conversation sous édicule, il le fait avant Giovanni Bellini lui-même et il l'oriente immédiatement dans une direction qui demeure fondamentalement « ferraraise », c'est-à-dire irréaliste et mystique. L'ampleur architecturale du trône sert à introduire, dans l'espace même du retable, les panneaux d'une prédelle disparue surmontés d'un paysage brumeux dont l'horizon sert de support à la partie supérieure, triomphale, de l'édicule. Avec son dôme de cristal et ses panneaux encore historiés, la partie haute du trône est d'une richesse étrange jamais vue. La netteté de la disposition colorée, avec, en particulier, les deux draperies rouges servant à « accrocher » les deux saintes à l'architecture tout en les détachant du ciel clair et en leur fournissant un « drap d'honneur » secondaire, a une force qui situe Ercole de' Roberti parmi les plus grands du Quattrocento finissant.

## Source de traduction
- (it) Cet article est partiellement ou en totalité issu de l’article de Wikipédia en italien intitulé « Pala di Santa Maria in Porto » (voir la liste des auteurs).